# Abraham Coles
Abraham Coles (ur. 26 grudnia 1813 w Scotch Plains, zm. 3 maja 1891 w pobliżu Monterey) – poeta amerykański.

## Życiorys
Urodził się w Scotch Plains w stanie New Jersey.
Jego rodzicami byli Dennis Coles i jego żona Katrina (Catherine) Van Duersen. Pobierał edukację domową. Około 1830 zaczął uczyć łaciny i greki w Plainfield. Studiował na University of the City of New York i w College of Physicians and Surgeons w Nowym Jorku. Dyplom uzyskał w Jefferson Medical College w Filadelfii w Pensylwanii. Był jednym z założycieli biblioteki w Newark i New Jersey Historical Society. Przez dwanaście lat pracował w Newark Board of Education. W 1866 był przewodniczącym New Jersey Medical Society. Uzyskał kilka stopni naukowych, magisterium na Rutgers College, doktorat na Lewisburg University i honorowy doktorat na Princeton University. Wydał między innymi Dies Irae (1859), Stabat Mater Dolorosa (1865), Stabat Mater Speciosa (1866), Old Gems in New Settings (1866), The Microcosm (1866, 1881), The Evangel in Verse (1874) i The Light of the World (1884). Zmarł 3 maja 1891, w Hotel Del Monte, w pobliżu Monterey w Kalifornii. Został pochowany na Willow Grove Cemetery w New Brunswick w stanie New Jersey.